# Ayotzintepec (kommun)
Ayotzintepec är en kommun i Mexiko.   Den ligger i delstaten Oaxaca, i den sydöstra delen av landet, 400 km sydost om huvudstaden Mexico City. Antalet invånare är 6 424. Arean är 170 kvadratkilometer.
Terrängen i Ayotzintepec är kuperad.
Följande samhällen finns i Ayotzintepec:
- Ayotzintepec
- San Pedro Ozumacín